# Gamma2 Normae
Désignations
Gamma2 Normae (γ2 Nor / γ2 Normae) est l'étoile la plus brillante de la constellation de la Règle. Elle constitue une double optique avec Gamma1 Normae.
C'est une géante jaune de magnitude apparente 4,01 et de type spectral G8III. Elle est à environ 127 années-lumière de la Terre.